# Hainosaurus
A Hainosaurus a hüllők (Reptilia) osztályának pikkelyes hüllők (Squamata) rendjébe, ezen belül a Scleroglossa alrendjébe és a moszaszaurusz-félék (Mosasauridae) családjába tartozó nem.

## Rendszerezés
Eddig 3 faját fedezték fel:
- Hainosaurus bernardi - típusfaj
- Hainosaurus gaudryi
- Hainosaurus pembinensis

## Tudnivalók
A Hainosaurus 85-66 millió évvel élt ezelőtt, a késő kréta korban.
A moszaszauruszok a késő kréta kor egyik legsikeresebb csoportja volt. Az egyik legnagyobb ismert mosasaurus a Hainosaurus volt, amely elérhette a 12,2, 15 vagy akár a 17 méteres hosszúságot. Ez az óriás állat, korának a csúcsragadozója volt, és minden óceánban élt.
A legtöbb idejét, a tengerfenék közelében töltötte, ahol lassan úszva kereste a megfelelő zsákmányt. Étrendjét lassan mozgó ammoniteszek, madarak és teknősök tették ki, ha alkalom adódott, nagyobb zsákmányt is megtámadott, mint például a cápákat és a plezioszauruszokat.
Mivel a moszaszauruszok nem voltak gyors úszok, lesből támadtak, felhasználva a vízinövényeket és a nagy köveket búvóhelyül. Az állatok csak akkor hajtották meg magukat, ha a zsákmány elég közel jött hozzájuk. A Hainosaurus állkapcsa biztos halált jelentett, annak az állatnak, amely bele került.
Habár a moszaszauruszok koruk csúcsragadozói voltak, támadások mégis érték. Egy moszaszaurusz- maradvány egy cápa harapásának a nyomát hordozza a gerincében.